# Yahya ben Khalid
Pour les articles homonymes, voir Yahya.
Yahyâ ben Khâlid (en arabe يحيى بن خالد / Yaḥyā ben Ḫālid) (mort en 806) était un membre important de la famille perse des Barmécides, fils de Khalid ben Barmak (en).
Le calife Al-Mahdî, en 778, lui confia l'éducation de ses fils futurs califes Al-Hâdî et Hâroun ar-Rachîd.
Après la mort de Al-Hâdî, l'une des premières mesure de Hârûn ar-Rachîd fut de faire libérer Yahya et d'en faire l'un de ses vizirs : un poème d'al-Mawsili nous le démontre dans Les Prairies d'or d'al-Mas'ûdî.
Yahyâ eut quatre fils :
- Fadl ben Yahya (فضل بن يحيى) qui fut vizir, gouverneur du Khorasan puis de l'Égypte était le frère de lait d'Hârûn ar-Rachîd.
- Jafar ben Yahya (جعفر بن يحيى) qui fut vizir. C'était le compagnon préféré d'Hârûn.
- Musa ben Yahya (موسى بن يحيى) qui fut gouverneur de Damas.
- Muhammad ben Yahya (محمد بن يحيى) qui avait le rang d'émir.

Yahya, se sentant vieillir, demanda à Hârûn l'autorisation de se retirer à La Mecque. Hârûn refusa, lui demandant de choisir lequel de ses deux fils, Jafar ou Fadl, devait lui succéder. Yahya désigna Fadl comme successeur car c'était l'aîné et le plus avisé des deux. Hârûn aurait préféré que ce soit Jafar qui soit choisi. Fadl assura la tâche de vizir pendant deux ans. Hârûn le démit pour nommer Jafar à sa place, puis, peu après, rappela Yahyâ à reprendre ce poste.
En 803, la famille tomba en disgrâce. Jafar fut décapité et sa tête exposée sur le gibet à Bagdad. Yahyâ fut emprisonné avec le reste de la famille. Il est mort en 806. Hârûn ordonna l'exécution de tous les membres de la famille ; Muhammad fut le seul à être épargné.